# Ödön Szabó
Ödön Szabó (n. 4 iulie 1975, Șimleu Silvaniei, România) este un deputat român, ales în 2012.